# Festival du monde arabe de Montréal
Creado en 2000, el Festival du monde arabe de Montréal (Festival del mundo árabe) (fma) (en árabe: مهرجان العالم العربي في مونتريال) es un evento multicultural, anual, teniendo lugar en otoño en Montreal. Se presentan al público, con varias actuaciones, películas, y conferencias en relación con la cultura árabe. El evento está destinado a ser secular para representar a toda la cultura árabe.
La 14.ª edición del "Festival du monde arabe de Montréal", se desarrolló del 25 de octubre al 9 de noviembre de 2013, bajo la consigna Tribales, en la Place des Arts y en diversas salas de espectáculos de Montreal.

## Descripción

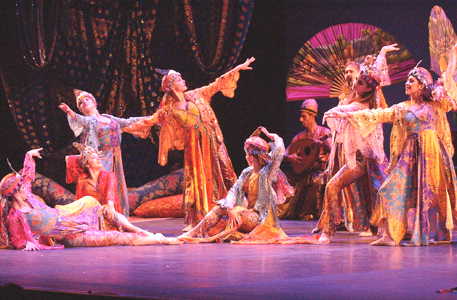
Dos mil y una noches, Caracalla, en 2002

El Festival fue creado en 2000, por Joseph Nakhlé; y, es producido por Alchimies, Créations et Cultures; y, tiene como objetivo desarrollar un diálogo entre las culturas árabes y occidentales. El evento es temático y multidisciplinario a través de sus tres componentes: Artes Escénicas, Feria de la Cultura y Cine.
La FMA ofrece a los artistas de diferentes culturas, para compartir su creatividad, experiencia y arte, mientras comparte momentos inolvidables con un público atento en un ambiente cálido y acogedor. Además, tiene como objetivo presentar al público las creaciones originales, custodios de la extraordinaria riqueza del patrimonio occidental y oriental.
La FMA es notablente conocida por sus creaciones:anuarios multidisciplinarios que han marcado a los espíritus por su enfoque de vanguardia. Promueven el encuentro entre artistas y comunidades, mientras encarnan con delicadeza y sutileza los valores del festival: tolerancia, apertura, el descubrimiento del otro, la lucha contra los prejuicios ...
Hoy, la organización tiene una docena de creaciones entre las que se encuentra "Le Cercle de l'Extase". (2003), Algorythmes (2004), Razzias (2004), Harem, lever les voiles (2005), Les possédés (2006), Fous de Dieu (2008), Maqam Flamenco (2008), Je me souviens (2009), Je me souviens 2.0 (2010), Charabia (2011) et Dieu en 3D (2012), Tribales (2013), Tapis Volant (2014), Hilarus Delirus (2015). 
Entre los artistas, grupos y pensadores del FMA: Les Jajouka, Wajdi Mouawad, Caracalla, Ballet contemporáneo de Quebec Archivado el 22 de septiembre de 2017 en Wayback Machine., Majida El Roumi, Nass El Ghiwane, Marcel Khalifé, Naseer Shamma, Zad Moultaka, Simon Shaheen, Omar Bashir, Lotfi Bouchnak, Les Derviches tourneurs de Alepo, Mohammed Arkoun, Robert Solé, Carlos Pinana, Ashraf Sahrif Khan, Nassima Chabane Archivado el 8 de octubre de 2016 en Wayback Machine., Amazigh Kateb, Mercan Dede, Cheikh Sidi Bémol, Charbel Rouhana, Lena Chamamyan, etc.

## Temas anuales
- 2000: Journées (Jornadas) 2000
- 2001: Tentations
- 2002: Vous avez dit arabe? (¿Dijiste árabe?)
- 2003: Dévoilée (Dado a conocer)
- 2004: Razzias[11]
- 2005: Harem[12]
- 2006: Prophètes rebelles (Profetas rebeldes)[12]
- 2007: Espace Zéro[13]
- 2008: Liaisons andalouses (Conexiones andalusí)[14]
- 2009: Mémoires croisées (Memorias  cruzadas)[15]
- 2010: Arabitudes[16]
- 2011: Charabia[17]
- 2012: Utopia[18]
- 2013: Tribales[9]
- 2014: 15 folies métèques (15 locuras metropolitanas)[19]
- 2015: Hilarus Delirus[20]
- 2016: Aurores
- 2017: Les trois' saisons en quart de ton (Las tres temporadas en un cuarto de tono).
- 2018: Chants de Mutants: Aux rives de Gibraltar
- 2019: Au midi du monde, 20 ans d'acrobaties
- 2020: Espace 01: Des univers à conquérir
- 2021: Entracte

## Alquimias, Creaciones y Culturas
El concepto Alchimies (Alquimias) se refiere a una necesidad que condiciona cualquier empresa artística, la de querer recomponer el mundo en la reflexión y la creación, pero también a una irracionalidad latente que permite transformar, fusionar y recrear los elementos. En este caso, culturas.
Alquimias, Creaciones y Culturas hace parte de creadores y difusores de Montreal. Sus actividades se integran enriquecedoramente en el paisaje cultural de la ciudad y alimentan su vida artística con nuevas expresiones. Una verdadera encrucijada de tendencias y orientaciones artísticas para la reflexión y la experimentación, Alchimies, Creations and Cultures es un lugar de intercambios y relaciones cara a cara entre culturas. Sus objetivos son :
- Establecer un espacio artístico dedicado al encuentro de identidades culturales desde diferentes horizontes a través de la creación, producción y difusión de obras innovadoras.
- Ofrecer a artistas de Quebec de todos los orígenes la oportunidad de intercambiar con otras culturas y enriquecerse con nuevas habilidades y nuevos enfoques.
- Apoyar y llevar a cabo iniciativas artísticas basadas en la experiencia de la diversidad cultural en Montreal.

Alchimies, Créations et Cultures, es el productor del Festival Mundial Árabe de Montreal y, desde 2011, un gran festival veraniego de verano gratuito y al aire libre llamado Orientalys, que, desde la segunda edición en 2012, tiene lugar en Quai Jacques -Cartier de Vieux-Port de Montreal.